# IPTN N-250
IPTN N-250 – prototypowy, regionalny samolot turbośmigłowy zaprojektowany przez indonezyjskie przedsiębiorstwo państwowe IPTN (Industri Pesawat Terbang Nusantara) (obecnie Indonesian Aerospace). Pierwszy pasażerski samolot turbośmigłowy zaprojektowany siłami rodzimego przemysłu lotniczego. Po wybudowaniu dwóch prototypów dalszy rozwój konstrukcji został wstrzymany
Od 21 sierpnia 2020 roku pierwszy prototyp samolotu (PA-1) jest wystawiany w Dirgantara Mandala Museum w Yogyakarcie.

## Warianty
N250 - prototyp o pojemności 50 pasażerów. Wyprodukowano tylko jednego (PA-1) został nazwany „Gatotkaca”.
N250-100 - drugi prototyp, zdolny do przewozu 68 pasażerów. Pierwszy lot odbył się 19 grudnia 1996 r.
N270 - nieukończony wariant o 3 metry dłuższy od N250-100, miał przewozić 72 pasażerów. 
RAI R-80 RegioProp (N250R) - niezrealizowany wariant programu przebudowy N-250 autorstwa B. Jusufa Habibiego pod kierownictwem PT Regio Aviasi Industri.